# Matang Peulawi
Matang Peulawi is een bestuurslaag in het regentschap Aceh Timur van de provincie Atjeh, Indonesië. Matang Peulawi telt 918 inwoners (volkstelling 2010).